# Homoneura acrostichalis
Homoneura acrostichalis är en tvåvingeart som först beskrevs av de Meijere 1916.  Homoneura acrostichalis ingår i släktet Homoneura och familjen lövflugor. Inga underarter finns listade i Catalogue of Life.